# Aleksandr Silaev
Aleksandr Pavlovič Silaev (in russo Александр Павлович Силаев?; Mosca, 2 aprile 1928 – Mosca, 31 dicembre 2005) è stato un canoista sovietico, dal 1991 russo.

## Palmarès

### Olimpiadi
- 1 medaglia:
  - 1 argento (Roma 1960 nel C-1 1000 m)

### Mondiali
- 1 medaglia:
  - 1 oro (Praga 1958 nel C-2 10000 m)